# Matt Cross
 (mars 2022).
Matthew Capiccioni (né le 31 décembre 1980 à Cleveland) est un catcheur (lutteur professionnel) américain.

## Carrière

### Ring of Honor (2006-2009)
La nuit suivante, lors de Fifth Year Festival: Chicago, il remporte son premier match à la ROH quand il gagne un Four-Corner Survival Match contre Shingo, CJ Otis, et Trik Davis.
Lors de A Cut Above, il fait sa dernière apparition à la ROH quand il participe à un Four-Corner Survival Match qui est remporté par Claudio Castagnoli.

### Lucha Underground (2014–2019)
En septembre 2014, il est annoncé que Capiccioni vient de signer avec la Lucha Underground. Au cours du premier épisode le 29 octobre, il débute sous le masque de Son Of Havoc et bat Sexy Star. La semaine suivante, lui et Ivelisse perdent contre Chavo Guerrero Jr. et Sexy Star.
Le 7 janvier 2015, il participe à un 20-man "Aztec Warfare" bataille royale pour le Lucha Underground Championship, mais il est éliminé par Prince Puma qui remporte le Championnat. Le 8 février, 2015, lui, Angélico et Ivelisse remporte un tournoi pour devenir les premiers Lucha Underground Trios Champions. Le 20 mai, ils conservent leur titres dans un Ladder Match contre The Crew (Cortez Castro, Mr. Cisco et Bael). Le 3 juin, ils conservent leur titres contre Big Ryck, Cage & DelAvar Daivari.
Le 8 juillet, il perd contre Mil Muertes.
Lors de Ultima Lucha Dos, il bat Texano dans un Boyle Heights Bar Fight Match et The Mack dans un Falls Count Anywhere Match et remporte le Unique Opportunity Tournament (2016) et une opportunité pour le Lucha Underground Championship, mais il perd son opportunité en perdant contre Dr. Wagner, Jr..
Le 1er août 2018, The Mack, Killshot & Son of Havoc battent The Rabbit Tribe et conservent les Lucha Underground Trios Championships. Le 16 août, ils perdent les Trios Championship contre The Reptile Tribe, après le match, Killshot inflige un double stomp sur Havoc lui disant que cette défaite est de sa faute.
Le 3 octobre, Son of Havoc bat Killshot. Après le match, Killshot attaque Havoc et lui arrache son masque, il est ensuite annoncé que les deux hommes s'affronteront lors de Ultima Lucha IV au cours d'un Mask vs. Mask match. Le 31 octobre lors de la première partie de Ultima Lucha IV, Son of Havoc bat Killshot au cours d'un Mask vs Mask match.
Après la quatrième saison de Lucha Underground, le show ne fut pas renouvelé.

### Asistencia Asesoría y Administración (2016-...)
Lors de Triplemanía XXIV, lui et Paul London perdent contre Aero Star et Drago dans un Four Way Match qui comprenaient également Los Güeros del Cielo (Angélico et Jack Evans) et El Hijo del Fantasma et Garza Jr et ne remportent pas les AAA World Tag Team Championship.

## Palmarès
- Absolute Intense Wrestling
  - AIW Tag Team Championship (1 fois) – avec Josh Prohibition
- Cleveland All Pro Wrestling
  - CAPW Junior Heavyweight Championship (1 fois)
  - CAPW North American Tag Team Championship (2 fois) – avec Josh Prohibition
- Continental Wrestling Federation
  - CWF Championship (1 fois, actuel)
- DDT Pro-Wrestling
  - Ironman Heavymetalweight Championship (1 fois)
- East Coast Wrestling Association
  - ECWA Super 8 Tournament (2014)
- Extreme Ring Action
  - ERA Heavyweight Champion (2015)
- Far North Wrestling
  - FNW Cruiserweight Championship (1 fois)
- Firestorm Pro Wrestling
  - Firestorm Pro Heavyweight Championship (1 fois)
- German Stampede Wrestling
  - GSW Breakthrough Championship (2 fois)
- German Wrestling Federation
  - GWF Berlin Championship (1 fois)
- International Wrestling Australia
  - IWA Heavyweight Championship (1 fois)
- Independent Wrestling Association Mid-South
  - IWA Mid-South Heavyweight Championship (1 fois)
- International Wrestling Cartel
  - IWC Tag Team Championship (2 fois) – avec Josh Prohibition
- Lucha Libre AAA Worldwide
  - Best High-flyer award (2017)
- Lucha Underground
  - Lucha Underground Trios Championship (3 fois) – avec Angélico & Ivelisse (2) et Killshot & The Mack (1)
  - Lucha Underground Trios Championship Tournament (2015) – avec Angélico & Ivelisse
  - Unique Opportunity Tournament (2016)
- Mid-Ohio Wrestling
  - MOW Cruiserweight Championship (1 fois)
- NWA Upstate
  - NWA Upstate Tag Team Championship (1 fois) – avec Josh Prohibition
- New Era Pro Wrestling
  - NEPW Cruiserweight Championship (1 fois)
  - NEPW Tag Team Championship (1 fois) –avec Josh Prohibition
- Olde Wrestling
  - Olde Wrestling World Championship (1 fois, actuel)
- Pro Wrestling Illustrated
  - PWI rl'a classé #88 du top 500 des catcheurs dans le PWI 500 en 2014
- Pro Wrestling Ohio/Prime Wrestling
  - PWO Heavyweight Championship (2 fois)
  - Prime Television Championship (1 fois)
- Qatar Pro Wrestling
  - QPW King of the Ladder Match Championship (1 fois)
- Smash Wrestling
  - Smash Wrestling Championship (1 fois)
- Union of Independent Professional Wrestlers
  - UNION Heavyweight Championship (1 fois)
- UWA Hardcore Wrestling
  - UWA Canadian Heavyweight Championship (2 fois)
- Xcite Wrestling
  - Xcite Wrestling Heavyweight Champion (1 fois)
- Xtreme Pro Wrestling
  - XPW World Tag Team Championship (2 fois) – avec Josh Prohibition

### Classement de magazines
- Pro Wrestling Illustrated

| Année | 2004 | 2005 | 2006 | 2007 | 2008 | 2009 | 2010 | 2011 | 2012 | 2013 | 2014 | 2015 | 2016 | 2017 | 2018 | 2019       | 2020 | 2021       | 2022 |
| Rang  | 233  | 200  | 304  | 201  | 208  | 177  | 330  | 275  | 189  | 208  | 88   | 127  | 138  | 157  | 252  | Non-classé | 303  | Non-classé | 464  |